# Gianni Lieuw-A-Soe
Gianni Lieuw-A-Soe (Amsterdam, 1988), voorheen bekend als Gianni Grot, is een Nederlandse omroepdirecteur, filmmaker, danser en choreograaf. Hij is vooral bekend als medeoprichter en directeur van Omroep ZWART, een Nederlandse publieke omroep die zich richt op inclusie en diversiteit.

## Carrière
Lieuw-A-Soe studeerde bedrijfskunde aan de Hogeschool voor Economische Studies in Amsterdam. Daarnaast studeerde hij Creative Writing aan Kingston University in Londen.
Hij verwierf bekendheid als danser in het televisieprogramma So You Think You Can Dance in 2011. Zijn passie voor dans leidden ertoe dat hij zich ook ging toeleggen op choreografie en theater. Hij richtte zijn eigen theatergezelschap op, Gianni Grot & Company, waarmee hij de dansvoorstelling From Routes To Crown II uit 2017 heeft geproduceerd, waarin thema's zoals slavernij, vrijheid en identiteit centraal stonden. Naast zijn activiteiten in de dans- en theaterwereld was Gianni ook actief als filmmaker. Hij maakte onder andere de korte film Aidan, een persoonlijk project dat geïnspireerd was door de dementie van zijn grootmoeder.

## Omroep ZWART
In 2020 richtte Gianni Lieuw-A-Soe samen met rapper en dichter Akwasi Ansah de omroeporganisatie Omroep ZWART op. Deze omroep heeft als missie om diversiteit en inclusie in de media te bevorderen en om een platform te bieden aan gemeenschappen die zich ondervertegenwoordigd voelen. Sinds 2021 bekleedt Gianni de functie van algemeen directeur bij Omroep ZWART, waar hij verantwoordelijk is voor het dagelijkse management en de leiding van strategische initiatieven. Omroep ZWART verwierf snel de benodigde 50.000 leden om te kunnen toetreden tot het publieke bestel. Sinds 1 januari 2022 is de omroep officieel onderdeel van het Nederlandse omroepbestel.

## Persoonlijk
Lieuw-A-Soe is in 2022 vader geworden van een zoon. Eerder dat jaar veranderde hij zijn achternaam officieel van Grot naar Lieuw-A-Soe, als eerbetoon aan zijn grootmoeder die hem opvoedde. Gianni is katholiek opgevoed door zijn grootmoeder. Hoewel hij niet meer naar de kerk gaat, bidt hij nog steeds en gelooft hij in God.
Hij voelt zich sterk verbonden met zijn Creoolse familiegeschiedenis en begon op zijn 22e onderzoek te doen naar zijn afkomst. Deze zoektocht naar zijn eigen identiteit inspireerde hem om de theatervoorstelling From Routes To Crown II te maken.